# 高伯蘭星
小行星7754（7754 Gopalan）是一颗绕太阳运转的小行星，为主小行星带小行星。该小行星于1989年10月2日由美國天文學家謝爾特·約翰·巴斯（Schelte John Bus）在位於智利的托洛洛山美洲際天文台（Cerro Tololo Inter-American Observatory）發現。
高伯蘭星以印度裔加拿大地質學家、隕石學家和多倫多大學地質系教授高伯蘭·斯尼巴辛（Gopalan Srinivasan）的名字命名。 他的研究重點是通過隕石的化學和同位素研究來了解太陽系的形成和演化。

## 轨道参数
小行星7754的轨道半长轴为2.8918372天文單位，离心率为0.077。